# زیرو موتور
زیرو موتور (انگلیسی: Zero Motor) شرکت موتورسیکلت‌سازی آمریکایی است، که در سال ۲۰۰۶ تأسیس شد.